# 星際大戰電視劇列表
《星際大戰》系列媒體包括多部電影和電視劇。1980年代中葉，兩部動畫影集在ABC播出。此後，多部動畫影集於2000年代起陸續上映。
至少有八部原創真人影集計劃於Disney+播出。第一部《曼達洛人》於2019年11月首播，衍生影集《波巴·費特之書》於2021年12月首播，另兩部衍生影集《亞蘇卡》和《新共和國遊騎兵》分別正在拍攝階段和停止開發。真人影集還包括《歐比王·肯諾比》、《安道爾》、《侍者》和《藍道》。

## 動畫影集
| 劇集                 | 季數 | 集数 | 集数 | 首播日期       | 首播日期       | 首播日期              | 節目統籌               | 狀態   |
| 劇集                 | 季數 | 集数 | 集数 | 首映           | 季终           | 电视网                | 節目統籌               | 狀態   |
| -------------------- | ---- | ---- | ---- | -------------- | -------------- | --------------------- | ---------------------- | ------ |
| 《外星一對寶》       | 1    | 13   | 13   | 1985年9月7日   | 1985年11月30日 | ABC                   | 米奇·赫爾曼＆彼得·索德 | 已完結 |
| 《外星一對寶》       | 特輯 | 特輯 | 特輯 | 1986年6月7日   | 1986年6月7日   | ABC                   | 米奇·赫爾曼＆彼得·索德 | 已完結 |
| 《小奇兵》           | 1    | 13   | 13   | 1985年9月7日   | 1985年11月30日 | ABC                   | 米奇·赫爾曼＆彼得·索德 | 已完結 |
| 《小奇兵》           | 2    | 22   | 22   | 1986年9月13日  | 1986年12月13日 | ABC                   | 米奇·赫爾曼＆彼得·索德 | 已完結 |
| 《複製人之戰》       | 電影 | 電影 | 電影 | 2008年8月15日  | 2008年8月15日  | 戲院上映              | 戴夫·費羅尼            | 已完結 |
| 《複製人之戰》       | 1    | 22   | 22   | 2008年10月3日  | 2009年3月20日  | 卡通頻道              | 戴夫·費羅尼            | 已完結 |
| 《複製人之戰》       | 2    | 22   | 22   | 2009年10月2日  | 2010年4月30日  | 卡通頻道              | 戴夫·費羅尼            | 已完結 |
| 《複製人之戰》       | 3    | 22   | 22   | 2010年9月17日  | 2011年4月1日   | 卡通頻道              | 戴夫·費羅尼            | 已完結 |
| 《複製人之戰》       | 4    | 22   | 22   | 2011年9月16日  | 2012年3月16日  | 卡通頻道              | 戴夫·費羅尼            | 已完結 |
| 《複製人之戰》       | 5    | 20   | 20   | 2012年9月29日  | 2013年3月2日   | 卡通頻道              | 戴夫·費羅尼            | 已完結 |
| 《複製人之戰》       | 6    | 13   | 13   | 2014年2月15日  | 2014年3月7日   | Netflix               | 戴夫·費羅尼            | 已完結 |
| 《複製人之戰》       | 7    | 12   | 12   | 2020年2月21日  | 2020年5月4日   | Disney+               | 戴夫·費羅尼            | 已完結 |
| 《反抗軍起義》       | 短片 | 4    | 4    | 2014年8月11日  | 2014年9月1日   | 迪士尼XD              | 戴夫·費羅尼            | 已完結 |
| 《反抗軍起義》       | 1    | 15   | 15   | 2014年10月3日  | 2015年3月2日   | 迪士尼XD              | 戴夫·費羅尼            | 已完結 |
| 《反抗軍起義》       | 2    | 22   | 22   | 2015年6月20日  | 2016年3月30日  | 迪士尼XD              | 戴夫·費羅尼            | 已完結 |
| 《反抗軍起義》       | 3    | 22   | 22   | 2016年9月24日  | 2017年3月25日  | 迪士尼XD              | 賈斯汀·里奇            | 已完結 |
| 《反抗軍起義》       | 4    | 16   | 16   | 2017年10月16日 | 2018年3月5日   | 迪士尼XD              | 戴夫·費羅尼            | 已完結 |
| 《抵抗勢力》         | 短片 | 12   | 12   | 2018年12月10日 | 2018年12月31日 | 迪士尼頻道            | 賈斯汀·里奇            | 已完結 |
| 《抵抗勢力》         | 1    | 21   | 21   | 2018年10月7日  | 2019年3月17日  | 迪士尼頻道            | 賈斯汀·里奇            | 已完結 |
| 《抵抗勢力》         | 2    | 19   | 19   | 2019年10月6日  | 2020年1月26日  | 迪士尼頻道            | 賈斯汀·里奇            | 已完結 |
| 《瑕疵小隊》         | 1    | 16   | 16   | 2021年5月4日   | 2021年8月13日  | Disney+               | 珍妮佛·高柏特          | 已完結 |
| 《瑕疵小隊》         | 2    | 16   | 16   | 2023年1月4日   | 2023年3月29日  | Disney+               | 珍妮佛·高柏特          | 已完結 |
| 《瑕疵小隊》         | 3    | 15   | 15   | 2024年2月21日  | 2024年5月1日   | Disney+               | 珍妮佛·高柏特          | 已完結 |
| 《視界》             | 1    | 9    | 9    | 2021年9月22日  | 2021年9月22日  | Disney+               | 不適用                 | 已播出 |
| 《視界》             | 2    | 9    | 9    | 2023年5月4日   | 2023年5月4日   | Disney+               | 不適用                 | 已播出 |
| 《傳說故事》         | 1    | 6    | 6    | 2022年10月26日 | 2022年10月26日 | Disney+               | 戴夫·費羅尼            | 已播出 |
| 《傳說故事》         | 2    | 6    | 6    | 2024年5月4日   | 2024年5月4日   | Disney+               | 戴夫·費羅尼            | 已播出 |
| 《絕地小武士大冒險》 | 短片 | 6    | 6    | 2023年3月27日  | 2023年4月24日  | YouTube               | Michael Olson          | 已播出 |
| 《絕地小武士大冒險》 | 1    | 待定 | 待定 | 2023年5月4日   | TBA            | Disney+ Disney Junior | Michael Olson          | 已播出 |

### 《外星一對寶》和《小奇兵》（1985–1987年）
動畫工作室Nelvana主導製作了兩部動畫影集，該工作室此前製作了《星際大戰：假日特輯》中的動畫部分。《外星一對寶》講述R2-D2與C-3PO的冒險旅程，《小奇兵》講述伊娃族的故事，時間背景均設定於電影《星際大戰四部曲：曙光乍現》之前。

### 《複製人之戰》（2008–2020年）

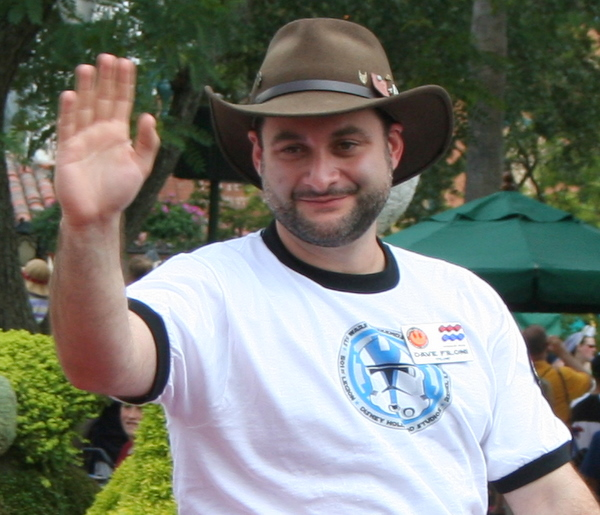
戴夫·費羅尼擔當《複製人之戰》和《反抗軍起義》第一、二和四季的節目統籌，2016年之後監管盧卡斯影業的所有動畫項目的開發製作

喬治·盧卡斯創建動畫公司盧卡斯影業動畫之後，以2003年的短篇動畫影集《複製人之戰》作為前導集，使用室內CGI技術開發製作第一部動畫影集。動畫影集《複製人之戰》延續使用2008年電影《複製人之戰》的片名。故事時間設定在星際大戰前傳三部曲的《星際大戰二部曲：複製人全面進攻》和《星際大戰三部曲：西斯大帝的復仇》之間，主角包括尤達大師、歐比王·肯諾比、安納金·天行者以及本部動畫影集中的原創角色亞蘇卡·譚諾等。《複製人之戰》是戴夫·費羅尼參與製作盧卡斯動畫影集的第一部作品。
迪士尼收購盧卡斯影業之後，《複製人之戰》於2014年被取消，已經製作完成的集數作為第六季在Netflix播出，該季副標題為《消失任務》（The Lost Missions）。在此季播出之後，官方公佈了每集故事發生的時間順序。2014年，該動畫影集和電影被列入星際大戰正史。《複製人之戰》的復活季於2020年2月21日在Disney+播出。

### 《反抗軍起義》（2014–2018年）
2014年，《反抗軍起義》在迪士尼XD播出，這是迪士尼收購盧卡斯影業之後，雙方共同製作的第一部作品。故事發生在《星際大戰三部曲：西斯大帝的復仇》的14年後，《星際大戰四部曲：曙光乍現》的5年前，講述在新希望來臨之前，反抗軍英勇對抗銀河帝國的故事。該動畫影集對《複製人之戰》中的部分故事線作出補充。由於動畫影集與《星際大戰外傳：俠盜一號》同期製作，兩者故事情節有交集。動畫影集中還引入了星際大戰傳說中的角色索龍元帥。

### 《抵抗勢力》（2018–2020年）
《抵抗勢力》於2018年在迪士尼頻道播出，故事發生在《星際大戰六部曲：絕地大反攻》的30年後，《星際大戰七部曲：原力覺醒》之前，主角是抵抗組織的年輕飛行員卡祖达·齐奥诺（Kazuda Xiono）。星際大戰後傳三部曲中的赫斯將軍和凱羅·忍等角色出現於動畫影集之中。《抵抗勢力》最終季於2019年10月6日首播。

### 《瑕疵小隊》（2021–2024年）
《瑕疵小隊》為《複製人之戰》的衍生續集作品，講述在經歷第66號密令之後的銀河帝國初期，別稱為「瑕疵小隊」的複製人99小隊成為僱佣軍遊歷宇宙。2020年7月，迪士尼宣佈正在開發動畫影集。影集於2021年5月4日在Disney+首播，第一季共16集。

### 《視界》（2021年至今）
2020年12月10日，迪士尼在投資人會議上公佈動畫選集影集的正式片名為《星際大戰：視界》（Star Wars: Visions），包括由不同的創作者完成的9集短片，定於2021年9月22日在Disney+首播。2021年7月3日，迪士尼在Anime Expo上釋出前導預告短片。9部動畫電影短片分別由日本製作公司神風動畫、Geno Studio、Studio Colorido、TRIGGER（2部短片）、Kinema Citrus、Science SARU（2部短片）和Production I.G。

## 微影集及短片
| 劇集                    | 季數 | 集数 | 集数 | 首播日期       | 首播日期       | 首播日期         | 節目統籌               | 狀態   |
| 劇集                    | 季數 | 集数 | 集数 | 首映           | 季终           | 电视网           | 節目統籌               | 狀態   |
| ----------------------- | ---- | ---- | ---- | -------------- | -------------- | ---------------- | ---------------------- | ------ |
| 《複製人之戰》          | 1    | 10   | 10   | 2003年11月7日  | 2003年11月20日 | 卡通頻道         | 格恩迪·塔塔科夫斯基    | 已完結 |
| 《複製人之戰》          | 2    | 10   | 10   | 2004年3月26日  | 2004年4月8日   | 卡通頻道         | 格恩迪·塔塔科夫斯基    | 已完結 |
| 《複製人之戰》          | 3    | 5    | 5    | 2005年3月21日  | 2005年3月25日  | 卡通頻道         | 格恩迪·塔塔科夫斯基    | 已完結 |
| 《光點》                | 1    | 8    | 8    | 2017年5月3日   | 2017年9月4日   | YouTube          | 不適用                 | 已完結 |
| 《宿命原力》            | 1    | 16   | 16   | 2017年7月3日   | 2017年11月1日  | YouTube          | 凱莉·貝克和戴夫·費羅尼 | 已完結 |
| 《宿命原力》            | 2    | 16   | 16   | 2018年3月19日  | 2018年5月25日  | YouTube          | 凱莉·貝克和戴夫·費羅尼 | 已完結 |
| 《銀河大冒險》          | 1    | 36   | 36   | 2018年11月30日 | 2019年7月13日  | YouTube          | 喬希·里姆斯            | 已完結 |
| 《銀河大冒險》          | 2    | 19   | 19   | 2020年3月13日  | 2020年10月2日  | YouTube          | 喬希·里姆斯            | 已完結 |
| 《原力滾滾》            | 1    | 16   | 16   | 2019年8月9日   | 2020年4月1日   | YouTube          | 糸柳英郎               | 已完結 |
| 《Galaxy of Creatures》 | 1    | 12   | 12   | 2021年10月14日 | 2021年11月18日 | StarWarsKids.com | Matt Martin            | 已完結 |
| 《Galaxy of Creatures》 | 2    | 12   | 12   | 2023年1月17日  | 2023年2月21日  | StarWarsKids.com | Matt Martin            | 已完結 |
| 《銀河小伙伴》          | 1    | 12   | 12   | 2022年4月12日  | 2022年11月1日  | StarWarsKids.com | Jason Stein            | 已完結 |
| 《禪 古古與小黑炭》     | 短片 | 短片 | 短片 | 2022年11月12日 | 2022年11月12日 | Disney+          | Tomohiko Ishii         | 已完結 |

### 《複製人之戰》（2003–2005年）
2002年電影《星際大戰二部曲：複製人全面進攻》上映之後，卡通頻道於2003年至2005年播出短篇動畫影集《複製人之戰》。該動畫影集獲得2004年和2005年黃金時段艾美獎的最佳動畫影集。

### 《光點》（2017年）
為宣傳電影《星際大戰八部曲：最後的絕地武士》，迪士尼開發製作了微動畫影集《星際大戰：光點》（Star Wars: Blips），主角包括機器人BB-8、R2-D2和波哥鳥。

### 《宿命原力》（2017–2018年）
微動畫影集《星際大戰：宿命原力》（Star Wars: Forces of Destiny）於2017年首播。

### 《銀河大冒險》（2018–2020年）
為宣傳電影《星際大戰九部曲：天行者的崛起》，《星際大戰：銀河大冒險》（Star Wars: Galaxy of Adventures）於2018年在星際大戰的兒童YouTube頻道播出。

### 《原力滾滾》（2019–2020年）
2019年8月，《星際大戰：原力滾滾》（Star Wars: Roll Out）在星際大戰的兒童YouTube頻道播出。

## 真人影集
| 劇集              | 季數 | 集数 | 集数 | 上線日期       | 上線日期       | 上線日期 | 節目統籌               | 狀態   |
| 劇集              | 季數 | 集数 | 集数 | 首映           | 季终           | 电视网   | 節目統籌               | 狀態   |
| ----------------- | ---- | ---- | ---- | -------------- | -------------- | -------- | ---------------------- | ------ |
| 《曼達洛人》      | 1    | 8    | 8    | 2019年11月12日 | 2019年12月27日 | Disney+  | 強·法夫洛              | 已播出 |
| 《曼達洛人》      | 2    | 8    | 8    | 2020年10月30日 | 2020年12月18日 | Disney+  | 強·法夫洛              | 已播出 |
| 《曼達洛人》      | 3    | 8    | 8    | 2023年3月1日   | 2023年4月19日  | Disney+  | 強·法夫洛              | 已播出 |
| 《曼達洛人》      | 4    | TBA  | TBA  | TBA            | TBA            | Disney+  | 強·法夫洛              | 開發中 |
| 《波巴·費特之書》 | 1    | 7    | 7    | 2021年12月29日 | 2022年2月9日   | Disney+  | 強·法夫洛和戴夫·費羅尼 | 已播出 |
| 《歐比王·肯諾比》 | 1    | 6    | 6    | 2022年5月27日  | 2022年6月22日  | Disney+  | 黛博拉·周              | 已播出 |
| 《安道爾》        | 1    | 12   | 12   | 2022年9月21日  | 2022年11月23日 | Disney+  | 東尼·吉羅伊            | 已播出 |
| 《安道爾》        | 2    | 12   | 12   | 待定           | 待定           | Disney+  | 待定                   | 拍攝中 |
| 《亞蘇卡》        | 1    | 8    | 8    | 2023年8月      | 2023年10月3日  | Disney+  | 強·法夫洛和戴夫·費羅尼 | 已播出 |
| 《侍者》          | 1    | 8    | 8    | 2024年6月4日   | 2024年7月16日  | Disney+  | 萊絲利·海德蘭德        | 已完結 |
| 《骨幹小隊》      | 1    | 8    | 8    | 2024年12月2日  | 2025年1月14日  | Disney+  | 強·華茲                | 播出中 |
| 《藍道》          | 1    | 待定 | 待定 | 待定           | 待定           | Disney+  | 賈斯汀·西米安          | 開發中 |

### 《曼達洛人》（2019年至今）
故事發生時間在1983年電影《星際大戰六部曲：絕地大反攻》中的銀河帝國滅亡五年之後，第一軍團出現之前，曼達洛人丁·賈林是一名銀河系外圍的孤獨槍手和賞金獵人，他遠離新共和國，在一次任務中遇到孩子並開始保護他。
2018年3月，迪士尼聘請強·法夫洛為串流媒體平台Disney+創作星際大戰的真人影集。2018年8月，報導稱第一季的製作預算達1億美元。佩德羅·帕斯卡領銜出演主角標題角色曼達洛人，主演還包括吉娜·卡拉諾、尼克·諾特、詹卡洛·埃斯波西托、卡爾·韋瑟斯、艾蜜莉·史瓦洛、歐梅德·阿布塔和韋納·荷索等。《曼達洛人》於2019年11月12日首播。在首播之前，迪士尼續訂第二季，於2020年10月30日開播。

### 《波巴·費特之書》（2021–2022年）
2020年11月，《好萊塢新聞前線》報道稱以波巴·費特為主角的迷你影集將於2020年年底開拍，先於《曼達洛人》第三季。12月18日，《曼達洛人》第二季最終集〈第十六章：營救〉的片尾透露衍生影集《波巴·費特之書》（The Book of Boba Fett）定於2021年12月首播。影集由強·法夫洛和戴夫·費羅尼聯合勞勃·羅里葛茲開創並擔當執行製片人，特穆拉·莫里森和溫明娜回歸出演波巴·費特與芬妮克·尚德，影集於2021年12月29日首播，2022年2月9日完結，共7集。

### 《歐比王·肯諾比》（2022年）
故事的時間背景設定於2005年的電影《星際大戰三部曲：西斯大帝的復仇》中事件發生的10年後，1977年電影《星際大戰四部曲：曙光乍現》事件發生的9年前。在此期間，歐比王·肯諾比逃亡至塔圖因星球，照顧路克·天行者的同時，踏上「歡鬧的冒險之旅」。
2019年8月，報道稱迪士尼正在開發關於歐比王·肯諾比的影集，伊旺·麥奎格有望回歸出演。該影集原計劃開發為外傳電影，由於2018年電影《星際大戰外傳：韓索羅》的票房失利而告停。在2019年的D23博覽會上，盧卡斯影業正式宣佈開發該影集，伊旺·麥奎格確定回歸出演標題角色。2019年9月，黛博拉·周和霍辛·阿米尼分別擔當導演和編劇，他們與伊旺·麥奎格共同擔當執行監製。10月，麥奎格透露該影集共有6集。阿米尼表示，影集有望於2020年7月開機拍攝。但是在2020年1月，阿米尼離開該項目，影集計劃於2021年1月開機拍攝。4月，喬比·哈諾德接替阿米尼成為影集編劇。8月，盧卡斯影業總裁凱薩琳·甘迺迪透露影集為迷你劇。10月，主演伊旺·麥奎格表示影集計劃於2021年早期開機拍攝。12月10日，迪士尼在投資人會議上公佈影集的正式片名為《歐比王·肯諾比》（Obi-Wan Kenobi）。影集於2021年4月正式開機拍攝。《歐比王·肯諾比》計劃於2022年5月27日首播。
海登·克里斯坦森回歸出演達斯·維達，他此前在星球大戰前傳三部曲中出演該角色。

### 《安道爾》（2022年至今）
《安道爾》的時間背景設定於電影《星際大戰外傳：俠盜一號》的5年前，講述在反抗軍同盟尚未成立之際，情報官卡西恩·安道爾的冒險經歷。
2018年11月，迪士尼宣佈為2016年上映的電影《星際大戰外傳：俠盜一號》開發前傳影集，以卡西恩·安道爾為主角，狄亞哥·盧納回歸出演。史蒂芬·希夫擔當節目統籌和執行監製，傑瑞·布希參與開發創作，並撰寫了影集設定集提案和試播集劇本草稿。2019年4月，艾倫·圖克確定回歸出演K-2SO。2020年4月，東尼·吉羅伊接替史蒂芬·希夫成為節目統籌，吉羅伊為試播集撰寫劇本，並執導包括試播集之內的數集。同月，史戴倫·史柯斯嘉、凱爾·索勒和丹妮絲·高夫參加演出，吉娜薇亞·歐萊莉回歸出演電影《星際大戰外傳：俠盜一號》中的角色蒙·茉斯瑪。8月，安卓·亞霍娜加入劇組。9月，因應2019冠狀病毒病疫情，東尼·吉羅伊辭去導演職務，仍擔當編劇和節目統籌，托比·海因斯接替他執導前三集。12月10日，迪士尼在投資人會議上公佈影集的正式片名為《安道爾》（Andor）。影集於2020年12月在英國倫敦開機拍攝，計劃於2022年8月31日首播，共12集。

### 《亞蘇卡》（2023年至今）
2020年12月10日，迪士尼在投資人會議上公佈影集的正式片名為《亞蘇卡》（Ahsoka），影集由強·法夫洛和戴夫·費羅尼開創並擔當節目統籌。影集劇情與《曼達洛人》和《新共和國遊騎兵》存在內在聯繫，三部影集最終形成整個故事的高潮和結局。蘿莎瑞·道森回歸出演標題角色亞蘇卡·譚諾，她此前在影集《曼達洛人》中首次出演該角色。影集於2022年5月開機拍攝。

### 《侍者》（2024年）
《侍者》的時間背景設定在舊共和國巔峰時期的後期。
2020年4月，《綜藝》雜誌報道稱迪士尼正在開發一部以女性為主角的星際大戰真人影集，萊絲利·海德蘭德擔當節目統籌兼編劇。5月4日，海德蘭德正式確定開發影集，擔當編劇、執行製片人和節目統籌。11月初，海德蘭德透露故事的時間背景設定在人們不太熟悉的節點。11月5日，《好萊塢新聞前線》將影集描述為「含有武術元素的動作驚悚片」。12月10日，迪士尼在投資人會議上公佈影集的正式片名為《侍者》（The Acolyte）。

### 《骨幹小隊》（2024年至今）
2022年5月27日，盧卡斯影業於星際大戰慶典宣布開發新影集《骨幹兵團》。

### 《藍道》
2020年12月10日，迪士尼在投資人會議上公佈影集的正式片名為《藍道》（Lando），影集由賈斯汀·西米安開創並擔當節目統籌。

## 遊戲節目
| 劇集             | 季數 | 集数 | 集数 | 上線日期      | 上線日期     | 上線日期 | 主持人          | 狀態   |
| 劇集             | 季數 | 集数 | 集数 | 首映          | 季终         | 电视网   | 主持人          | 狀態   |
| ---------------- | ---- | ---- | ---- | ------------- | ------------ | -------- | --------------- | ------ |
| 《絕地聖殿挑戰》 | 1    | 10   | 10   | 2020年6月10日 | 2020年8月5日 |          | 艾哈邁德·貝斯特 | 已播出 |

### 《絕地聖殿挑戰》（2020年）
2019年12月，盧卡斯影業宣佈開發一檔網路兒童遊戲節目《星際大戰：絕地聖殿挑戰》（Star Wars: Jedi Temple Challenge）。該節目於2020年6月10日在星際大戰的兒童YouTube頻道和兒童官方網站同步播出。

## 迴響

### 收視
| 影集           | 季數 | 季數 | 播出日期       | 播出日期     | 播出日期      | 播出日期     |
| 影集           | 季數 | 季數 | 首映日期       | 收視（百萬） | 季終日期      | 收視（百萬） |
| -------------- | ---- | ---- | -------------- | ------------ | ------------- | ------------ |
| 《複製人之戰》 |      | 1    | 2008年10月3日  | 3.99         | 2009年3月20日 | 3.29         |
| 《複製人之戰》 |      | 2    | 2009年10月2日  | 2.58         | 2010年4月30日 | 2.76         |
| 《複製人之戰》 |      | 3    | 2010年9月17日  | 2.42         | 2011年4月1日  | 2.31         |
| 《複製人之戰》 |      | 4    | 2011年9月16日  | 1.93         | 2012年3月16日 | 2.03         |
| 《複製人之戰》 |      | 5    | 2012年9月29日  | 1.94         | 2013年3月2日  | 2.18         |
| 《反抗軍起義》 |      | 1    | 2014年10月3日  | 2.74         | 2015年3月2日  | 0.72         |
| 《反抗軍起義》 |      | 2    | 2015年6月20日  | 0.59         | 2016年3月30日 | 0.69         |
| 《反抗軍起義》 |      | 3    | 2016年9月24日  | 0.56         | 2017年3月25日 | 0.50         |
| 《反抗軍起義》 |      | 4    | 2017年10月16日 | 不適用       | 2018年3月5日  | 0.46         |
| 《抵抗勢力》   |      | 1    | 2018年10月7日  | 0.33         | 2019年3月17日 | 0.36         |

### 評價
| 影集              | 季數 | 季數 | 爛番茄           | Metacritic     |
| ----------------- | ---- | ---- | ---------------- | -------------- |
| 《複製人之戰》    |      | 1    | 80%（5篇評論）   | 不適用         |
| 《複製人之戰》    |      | 1    | 67%（15篇評論）  | 64（9篇評論）  |
| 《複製人之戰》    |      | 3    | 100%（5篇評論）  | 不適用         |
| 《複製人之戰》    |      | 5    | 100%（5篇評論）  | 不適用         |
| 《複製人之戰》    |      | 6    | 100%（13篇評論） | 不適用         |
| 《複製人之戰》    |      | 7    | 100%（21篇評論） | 不適用         |
| 《反抗軍起義》    |      | 1    | 92%（12篇評論）  | 78（4篇評論）  |
| 《反抗軍起義》    |      | 2    | 100% (6篇評論）  | 不適用         |
| 《反抗軍起義》    |      | 3    | 100%（6篇評論）  | 不適用         |
| 《反抗軍起義》    |      | 4    | 100%（10篇評論） | 不適用         |
| 《抵抗勢力》      |      | 1    | 92%（13篇評論）  | 不適用         |
| 《曼達洛人》      |      | 1    | 93%（36篇評論）  | 70（29篇評論） |
| 《曼達洛人》      |      | 2    | 94%（22篇評論）  | 76（14篇評論） |
| 《曼達洛人》      |      | 3    | 85%（239篇評論） | 70（14篇評論） |
| 《瑕疵小隊》      |      | 1    | 86%（11篇評論）  | 67（7篇評論）  |
| 《波巴·費特之書》 |      | 1    | 86%（8篇評論）   | 59（16篇評論） |

## 未播出影集

### 《地下世界》
2005年，盧卡斯影業在星際大戰第三屆慶典上宣佈開發真人影集。2007年，盧卡斯影業透露該影集將分開為四部，分別聚焦不同的主角。2009年，影集進入前期開發階段，韓·索羅、丘巴卡以及波巴·費特等角色有望出現於影集之中。2012年，監製里克·麥卡勒姆透露該影集的工作標題為《星際大戰：地下世界》（Star Wars: Underworld）。
該影集原計劃製作100集，每集42分鐘，其中已創作完成超過50集劇本，但是製作成本非常昂貴。2012年10月30日，華特迪士尼公司收購盧卡斯影業之後，包括ABC在內的公司仍考慮推進該項目。
電影《星際大戰外傳：俠盜一號》的主線故事原為該影集其中一集的劇本。另一集關於韓·索羅贏得千年鷹號的劇本被改編為電影《星際大戰外傳：韓索羅》。

### 《迂迴前行》
《迂迴前行》是由《機器雞》主創塞思·格林與馬修·森瑞克開創、戲仿星際大戰的動畫影集。影集於2012年製作，計劃共有62集，至2013年完成了其中的39集。2013年時宣佈推遲開播，最終未能播出。

## 備註
1. 1 2 3 4 5  當前譯名為暫定名稱，以便查詢。盧卡斯影業仍未公佈官方英文片名或正式譯名。

## 資料來源
1. ↑  Harber, Stephen. . Den Of Geek. 2019-12-21  [2020-12-11]. （原始内容存档于2021-03-17）.
2. 1 2  Whitbrook, James. . io9. 2016-09-27  [2019-06-09]. （原始内容存档于2019-06-09）.
3. ↑  Kane, Alex. . StarWars.com. 2019-04-17  [2019-06-09]. （原始内容存档于2019-06-09）.
4. 1 2  . StarWars.com. 2020-07-13  [2020-07-13]. （原始内容存档于2020-07-13）.
5. ↑  Mitovich, Matt Webb. . TVLine. April 10, 2023  [April 10, 2023]. （原始内容存档于April 10, 2023）.
6. ↑  Carter, Justin. . Gizmodo. May 29, 2022  [May 29, 2022]. （原始内容存档于May 29, 2022）.
7. ↑  Whitbrook, James. . Gizmodo. May 29, 2022  [May 29, 2022]. （原始内容存档于May 29, 2022）.
8. ↑  McCall, Kevin. . Collider. March 27, 2023  [March 27, 2023]. （原始内容存档于March 27, 2023）.
9. ↑  Petski, Denise. . Deadline Hollywood. September 10, 2022  [September 13, 2022]. （原始内容存档于September 13, 2022）.
10. ↑  Eddy, Cheryl. . Gizmodo. February 9, 2023  [February 9, 2023]. （原始内容存档于February 9, 2023）.
11. ↑  Greene, Jamie. . Syfy Wire. 2018-01-18  [2018-11-30]. （原始内容存档于2019-01-20）.
12. ↑  Veekhoven, Tim. . StarWars.com. 2015-09-03  [2018-11-27]. （原始内容存档于2018-10-11）.
13. ↑  Anderton, Ethan. . SlashFilm. 2016-09-26  [2018-01-29]. （原始内容存档于2018-01-23）.
14. ↑  Sanchez, Robert. . IESB.net. 2007-01-29  [2013-01-25]. （原始内容存档于2008-02-29）.
15. ↑  . StarWars.com. 2008-03-17  [2018-01-29]. （原始内容存档于2011-06-04）.
16. 1 2  Armitage, Hugh. . Digital Spy. 2019-01-13  [2019-03-17]. （原始内容存档于2019-02-17）.
17. ↑  . StarWars.com. 2014-03-17  [2019-04-07]. （原始内容存档于2016-01-31）.
18. ↑  . StarWars.com. 2014-04-25  [2016-05-26]. （原始内容存档于2016-09-10）.
19. ↑  McMilian, Graeme. . The Hollywood Reporter. 2014-04-25  [2016-05-26]. （原始内容存档于2016-04-29）.
20. ↑  McEwan, Cameron K. . Digital Spy. 2018-09-17  [2020-09-10]. （原始内容存档于2020-07-16）.
21. ↑  @disneyplus.  (推文). 2020-01-22  [2020-01-22] –Twitter.
22. ↑  Goldman, Eric. . IGN. 2014-10-02  [2017-03-01]. （原始内容存档于2016-11-01）.
23. ↑  Johnson, Kevin. . A.V. Club.   [2018-01-29]. （原始内容存档于2018-01-30）.
24. ↑  Johnson, Kevin. . A.V. Club.   [2018-01-29]. （原始内容存档于2018-01-30）.
25. ↑  . StarWars.com. 2016-12-20  [2020-09-10]. （原始内容存档于2020-05-09）.
26. ↑  . ScreenCrush.   [2018-01-29]. （原始内容存档于2018-01-30）.
27. ↑  Knight, Rosie. . Nerdist. 2018-03-14  [2018-11-07]. （原始内容存档于2018-11-08）.
28. ↑  . StarWars.com. 2018-04-26  [2020-09-10]. （原始内容存档于2019-03-30）.
29. ↑  Young, Bryan. . Syfy Wire. 2018-10-02  [2018-10-11]. （原始内容存档于2018-10-12）.
30. ↑  . StarWars.com. 2019-08-14  [2019-08-14]. （原始内容存档于2019-08-14）.
31. ↑  Ramos, Dino-Ray; Ramos, Dino-Ray. . Deadline Hollywood. 2021-02-24  [2021-02-24]. （原始内容存档于2021-02-24）.
32. ↑  Keane, Sean. . CNET. 2021-05-03  [2021-05-03]. （原始内容存档于2021-05-03）.
33. ↑  Collura, Scott, , IGN,   [2020-12-11], （原始内容存档于2020-12-11）
34. 1 2  . IGN. 2021-07-03  [2021-07-03]. （原始内容存档于2021-11-09）.
35. ↑  Schaefer, Sandy. . CBR. 2021-06-17  [2021-06-19]. （原始内容存档于2021-06-27）.
36. ↑  Cotter, Padraig. . Screen Rant. 2019-05-23  [2019-06-09]. （原始内容存档于2019-06-09）.
37. ↑  . StarWars.com.   [2019-06-09]. （原始内容存档于2008-01-14）.
38. ↑  Breznican, Anthony. . Entertainment Weekly.   [2017-04-13]. （原始内容存档于2019-06-09）.
39. ↑  Muncy, Julie. . io9. 2018-12-01  [2019-06-09]. （原始内容存档于2019-06-09）.
40. 1 2  Brooks, Dan. . StarWars.com. 2019-08-07  [2019-08-12]. （原始内容存档于2019-08-12）.
41. ↑  . StarWars.com. October 14, 2021  [November 11, 2021]. （原始内容存档于November 11, 2021） （美国英语）.
42. ↑  . StarWars.com. April 12, 2022  [May 25, 2022]. （原始内容存档于2023-04-09）.
43. ↑  . IGN. 2009  [2017-02-28]. （原始内容存档于2017-02-28）.
44. ↑  Granshaw, Lisa. . Syfy Wire. 2015-04-29  [2017-03-01]. （原始内容存档于2017-08-12）.
45. ↑  . Academy of Television Arts & Sciences. 2004  [2017-03-01]. （原始内容存档于2013-10-05）.
46. ↑  . Academy of Television Arts & Sciences. 2005  [2017-03-01]. （原始内容存档于2013-10-04）.
47. ↑  Jao, Charline. . The Mary Sue. 2017-09-05  [2020-02-14]. （原始内容存档于2020-02-15）.
48. ↑  Biery, Thomas. . Polygon. 2017-06-27  [2018-01-29]. （原始内容存档于2018-01-30）.
49. 1 2  Boucher, Geoff. . Deadline. 2018-11-28  [2018-11-30]. （原始内容存档于2018-11-29）.
50. ↑  Brooks, Dan. . StarWars.com. 2020-03-13  [2020-03-14]. （原始内容存档于2020-03-13）.
51. ↑  Stewart, Brenton. . CBR. 2020-03-14  [2020-03-16]. （原始内容存档于2020-03-15）.
52. ↑  Spangler, Todd. . Variety. 2018-11-28  [2018-12-02]. （原始内容存档于2018-11-30）.
53. ↑  Couch, Aaron; Jarvey, Natalie. . The Hollywood Reporter. 2019-04-11  [2019-06-09]. （原始内容存档于2019-06-09）.
54. ↑  . The Futon Critic.   [2023-02-17].
55. ↑  Eisenberg, Eric. . CinemaBlend. 2022-05-29  [2022-05-29]. （原始内容存档于2022-05-29）.
56. ↑  Mitovitch, Matt. . TVLine. 2020-12-21  [2020-12-21]. （原始内容存档于2020-12-21）.
57. 1 2  . Men's Journal. 2019-10-24  [2020-09-10]. （原始内容存档于2020-01-09）.
58. 1 2 3  Goslin, Austen. . Polygon. 2022-03-31  [2022-03-31]. （原始内容存档于2022-03-31）.
59. 1 2  . StarWars.com. 2019-09-27  [2019-09-27]. （原始内容存档于2019-09-27）.
60. 1 2 3 4  Hibberd, Jame. . Entertainment Weekly. 2020-12-10  [2020-12-10]. （原始内容存档于2020-12-10）.
61. 1 2  Kit, Borys. . The Hollywood Reporter. 2020-04-24  [2020-04-24]. （原始内容存档于2020-04-24）.
62. ↑  Bonomolo, Cameron. . ComicBook.com. 2022-02-06  [2022-02-07]. （原始内容存档于2022-02-06）.
63. 1 2 3 4 5
64. ↑  Fisher, Jacob. . DiscussingFilm. 2021-06-24  [2021-06-30]. （原始内容存档于2021-06-30）.
65. 1 2  . Variety. 2020-04-22  [2020-04-22]. （原始内容存档于2020-04-22）.
66. 1 2 3  D'Alessandro, Anthony. . Deadline.com. 2020-12-10  [2020-12-10]. （原始内容存档于2020-12-12）.
67. ↑  McCluskey, Megan. . 時代雜誌. 2019-11-12  [2019-12-06]. （原始内容存档于2019-11-24）. 参数|magazine=与模板{{cite web}}不匹配（建议改用{{cite magazine}}或|website=） (帮助)
68. 1 2  D'Alessandro, Anthony. . Deadline Hollywood. 2018-10-03  [2018-10-03]. （原始内容存档于2018-12-22）.
69. ↑  Elvy, Craig. . Screen Rant. 2019-12-28  [2020-03-04]. （原始内容存档于2020-02-13）.
70. ↑  Breznican, Anthony. . Entertainment Weekly. 2018-03-08  [2018-08-01]. （原始内容存档于2018-10-05）.
71. ↑  Barnes, Brooks. . The New York Times. 2018-08-05  [2018-10-02]. （原始内容存档于2018-08-13）.
72. ↑  Kroll, Justin; Otterson, Joe. . Variety. 2018-11-13  [2018-11-14]. （原始内容存档于2018-11-14）.
73. ↑  Boucher, Geoff. . Deadline Hollywood. 2018-12-12  [2018-12-12]. （原始内容存档于2019-10-24）.
74. ↑  Pedersen, Eric. . Deadline Hollywood. 2019-04-11  [2019-04-12]. （原始内容存档于2019-04-12）.
75. ↑  Chitwood, Adam. . Collider. 2019-07-12  [2019-08-16]. （原始内容存档于2019-07-12）.
76. ↑  . StarWars.com.   [2020-09-02]. （原始内容存档于2020-09-02）.
77. ↑  Andreeva, Nellie. . Deadline Hollywood. 2020-11-05  [2020-11-06]. （原始内容存档于2020-11-06）.
78. ↑  Hibberd, James. . Entertainment Weekly. 2020-12-18  [2020-12-18]. （原始内容存档于2020-12-18） （美国英语）.
79. ↑  Porter, Rick. . The Hollywood Reporter. 2021-09-29  [2021-09-29]. （原始内容存档于2021-09-30）.
80. ↑  . StarWars.com. 2021-11-29  [2021-11-29]. （原始内容存档于2021-11-29）.
81. ↑  . StarWars.com. 2019-08-23  [2019-08-24]. （原始内容存档于2019-08-24）.
82. ↑  Ramos, Dino-Ray; Boucher, Geoff. . Deadline Hollywood. 2019-08-15  [2019-08-16]. （原始内容存档于2019-08-16）.
83. ↑  Couch, Aaron. . The Hollywood Reporter. 2019-08-23  [2019-08-23]. （原始内容存档于2019-08-24）.
84. ↑  . DiscussingFilm. 2019-11-07  [2020-04-28]. （原始内容存档于2019-11-30） （英语）.
85. ↑  . GameSpot.   [2020-04-28]. （原始内容存档于2020-05-11） （美国英语）.
86. ↑  Otterson, Joe. . Variety. 2020-04-02  [2020-04-28]. （原始内容存档于2020-04-02） （英语）.
87. ↑  Pond, Stee. . TheWrap. 2020-08-21  [2020-08-22]. （原始内容存档于2020-08-21）.
88. ↑  Haring, Bruce. . Deadline Hollywood. 2020-10-10  [2020-10-11]. （原始内容存档于2020-12-03）.
89. 1 2 3 4  . StarWars.com. 2020-12-10  [2020-12-10]. （原始内容存档于2020-12-11） （美国英语）.
90. ↑  Otterson, Joe. . Variety. 2021-03-29  [2021-03-29]. （原始内容存档于2021-03-29）.
91. 1 2  Lang, Brent. . Variety. 2018-11-08  [2018-12-01]. （原始内容存档于2018-11-15）.
92. 1 2  . The Hollywood Reporter.   [2020-05-06]. （原始内容存档于2020-04-24）.
93. ↑  Andreeva, Nellie. . Deadline Hollywood. 2018-11-30  [2019-06-09]. （原始内容存档于2019-06-09）.
94. ↑  D'Alessandro, Anthony; Patten, Dominic. . Deadline Hollywood. 2019-04-11  [2019-06-10]. （原始内容存档于2019-06-10）.
95. ↑  Otterson, Joe; Kroll, Justin. . Variety. 2020-04-16  [2020-05-06]. （原始内容存档于2020-04-28） （英语）.
96. ↑  Kroll, Justin. . Deadline.   [2020-08-10]. （原始内容存档于2020-08-10）.
97. ↑  Kroll, Justin. . Deadline. 2020-09-22  [2020-09-22]. （原始内容存档于2020-09-23）.
98. ↑  Paz, Maggie Dela. . ComingSoon.net. 2020-12-04  [2020-12-05]. （原始内容存档于2020-12-05）.
99. 1 2  Gartenberg, Chaim. . The Verge. 2020-12-10  [2020-12-10]. （原始内容存档于2020-12-10）.
100. ↑  . StarWars.com.   [2020-05-04]. （原始内容存档于2020-05-04） （美国英语）.
101. ↑  Hersko, Tyler. . Yahoo.com. 2020-11-09  [2020-11-11]. （原始内容存档于2020-11-11） （美国英语）.
102. ↑  Andreeva, Nellie. . Deadline. 2020-11-06  [2020-11-09]. （原始内容存档于2020-11-06） （美国英语）.
103. ↑  . The Hollywood Reporter.   [2019-12-06]. （原始内容存档于2019-12-04） （英语）.
104. ↑  . StarWars.com.   [2019-12-06]. （原始内容存档于2019-12-05） （美国英语）.
105. ↑  Lucasfilm. . 2020-05-27  [2020-05-28]. （原始内容存档于2020-05-27）.
106. ↑  Gorman, Bill. . TV by the Numbers. 2008-10-07  [2010-07-30]. （原始内容存档于2013-04-12）.
107. ↑  Seidman, Robert. . TV by the Numbers. 2009-03-24  [2010-07-30]. （原始内容存档于2009-03-27）.
108. ↑  Seidman, Robert. . TV by the Numbers. 2009-10-06  [2010-07-30]. （原始内容存档于2010-04-20）.
109. ↑  Seidman, Robert. . TV by the Numbers. 2010-05-03  [2010-07-30]. （原始内容存档于2010-05-07）.
110. ↑  Seidman, Robert. . TV by the Numbers. 2010-09-20  [2010-10-14]. （原始内容存档于2010-09-23）.
111. ↑  Seidman, Robert. . TV by the Numbers. 2011-04-04  [2011-04-04]. （原始内容存档于2016-05-29）.
112. ↑  Seidman, Robert. . TV by the Numbers. 2011-09-19  [2011-09-20]. （原始内容存档于2015-09-23）.
113. ↑  Bibel, Sara. . TV by the Numbers. 2012-03-19  [2012-03-20]. （原始内容存档于2012-03-21）.
114. ↑  Pucci, Douglas. . Son of the Bronx. 2013-03-07  [2012-10-05]. （原始内容存档于2013-12-23）.
115. ↑  Pucci, Douglas. . Son of the Bronx. 2013-03-08  [2013-03-08]. （原始内容存档于2013-07-07）.
116. ↑  Kondolojy, Amanda. . TV by the Numbers. 2014-10-06  [2015-11-11]. （原始内容存档于2015-09-26）.
117. ↑  Metcalf, Mitch. . Showbuzz Daily. 2015-03-03  [2015-03-03]. （原始内容存档于2015-03-05）.
118. ↑  . Rebels Hidden Fortress. 2015-06-23  [2015-06-23]. （原始内容存档于2015-06-23）.
119. ↑  . Showbuzz Daily. 2016-03-31  [2016-04-05]. （原始内容存档于2016-04-14）.
120. ↑  . Showbuzz Daily. 2016-09-27  [2016-10-01]. （原始内容存档于2016-09-30）.
121. ↑  . Showbuzz Daily. 2017-03-24  [2017-03-28]. （原始内容存档于2017-03-29）.
122. ↑  . Showbuzz Daily. 2018-03-05  [2019-06-06]. （原始内容存档于2018-03-07）.
123. ↑  Metcalf, Mitch. . ShowBuzz Daily. 2018-10-09  [2018-10-10]. （原始内容存档于2018-10-09）.
124. ↑  Metcalf, Mitch. . ShowBuzz Daily. 2019-03-19  [2019-03-19]. （原始内容存档于2019-03-30）.
125. ↑  . Rotten Tomatoes.   [2019-06-06]. （原始内容存档于2019-04-16）.
126. ↑  . Rotten Tomatoes.   [2019-06-06]. （原始内容存档于2019-12-20）.
127. ↑  . Metacritic.   [2019-06-06]. （原始内容存档于2011-10-09）.
128. ↑  . Rotten Tomatoes.   [2019-06-06]. （原始内容存档于2019-12-20）.
129. ↑  . Rotten Tomatoes.   [2019-06-06]. （原始内容存档于2019-12-20）.
130. ↑  . Rotten Tomatoes.   [2019-06-06]. （原始内容存档于2019-12-20）.
131. ↑  ,   [2020-05-07], （原始内容存档于2020-04-18） （英语）
132. ↑  . Rotten Tomatoes.   [2019-06-06]. （原始内容存档于2019-05-23）.
133. ↑  . Metacritic.   [2017-11-12]. （原始内容存档于2017-11-10）.
134. ↑  . Rotten Tomatoes.   [2019-06-06]. （原始内容存档于2019-05-23）.
135. ↑  . Rotten Tomatoes.   [2019-06-06]. （原始内容存档于2019-05-19）.
136. ↑  . Rotten Tomatoes.   [2019-06-06]. （原始内容存档于2019-05-19）.
137. ↑  . Rotten Tomatoes.   [2019-06-06]. （原始内容存档于2019-03-20）.
138. ↑  . 爛番茄.   [2020-11-15]. （原始内容存档于2019-11-27） （美国英语）.
139. ↑  . Metacritic.   [2020-11-15]. （原始内容存档于2019-12-11） （美国英语）.
140. ↑  . 爛番茄.   [2020-12-31]. （原始内容存档于2020-11-13） （美国英语）.
141. ↑  . Metacritic.   [2020-11-15]. （原始内容存档于2020-11-13） （美国英语）.
142. ↑  . Rotten Tomatoes. Fandango Media.   [2023-04-05].
143. ↑  . Metacritic. Red Ventures.   [2023-03-02].
144. ↑  . Rotten Tomatoes. Fandango Media.   [2021-06-28] （美国英语）.
145. ↑  . Metacritic. Red Ventures.   [2021-05-06] （美国英语）.
146. ↑  . Rotten Tomatoes. Fandango Media.   [2022-01-27] （美国英语）.
147. ↑  . Metacritic. Red Ventures.   [2021-12-30] （美国英语）.
148. ↑  Sciretta, Peter. . /Film. 2015-12-09  [2017-03-02]. （原始内容存档于2018-06-20）.
149. 1 2  Goldman, Eric. . IGN. 2007-03-05  [2018-11-09]. （原始内容存档于2018-11-10）.
150. 1 2  Peaty, James. . Den of Geek. 2012-06-03  [2018-08-01]. （原始内容存档于2018-08-19）.
151. 1 2  Lussier, Germain. . /Film. 2014-06-10  [2019-03-01]. （原始内容存档于2019-04-14）.
152. ↑  Lyttelton, Oliver. . IndieWire. 2014-06-11  [2019-03-01]. （原始内容存档于2019-04-14）.
153. ↑  Collura, Scott. . IGN. 2012-01-09  [2017-03-02]. （原始内容存档于2017-02-28）.
154. ↑  Morgan, Jeffery. . Digital Spy. 2012-01-09  [2018-10-02]. （原始内容存档于2018-10-03）.
155. ↑  Morgan, Jeffery. . Digital Spy. 2012-05-22  [2017-03-02]. （原始内容存档于2017-03-02）.
156. ↑  Hibberd, James. . Entertainment Weekly. 2013-01-10  [2019-03-01]. （原始内容存档于2019-04-11）.
157. ↑  Hibberd, James. . Entertainment Weekly. 2013-01-10  [2017-03-02]. （原始内容存档于2016-12-25）.
158. ↑  Falk, Ben. . Yahoo! Entertainment. 2018-10-05  [2019-05-21]. （原始内容存档于2019-05-11）.
159. ↑  Lieberman, Jason; Goldman, Eric. . IGN. 2010-06-29  [2017-03-02]. （原始内容存档于2012-03-27）.
160. ↑  Paur, Joey. . GeekTyrant.com. 2013-09-20  [2017-06-28]. （原始内容存档于2020-09-10）.
161. ↑  Franich, Darren. . Entertainment Weekly. 2013-03-11  [2017-02-23]. （原始内容存档于2017-03-01）.

## 外部連結
- 官方网站